# Anne-Laure Bondoux

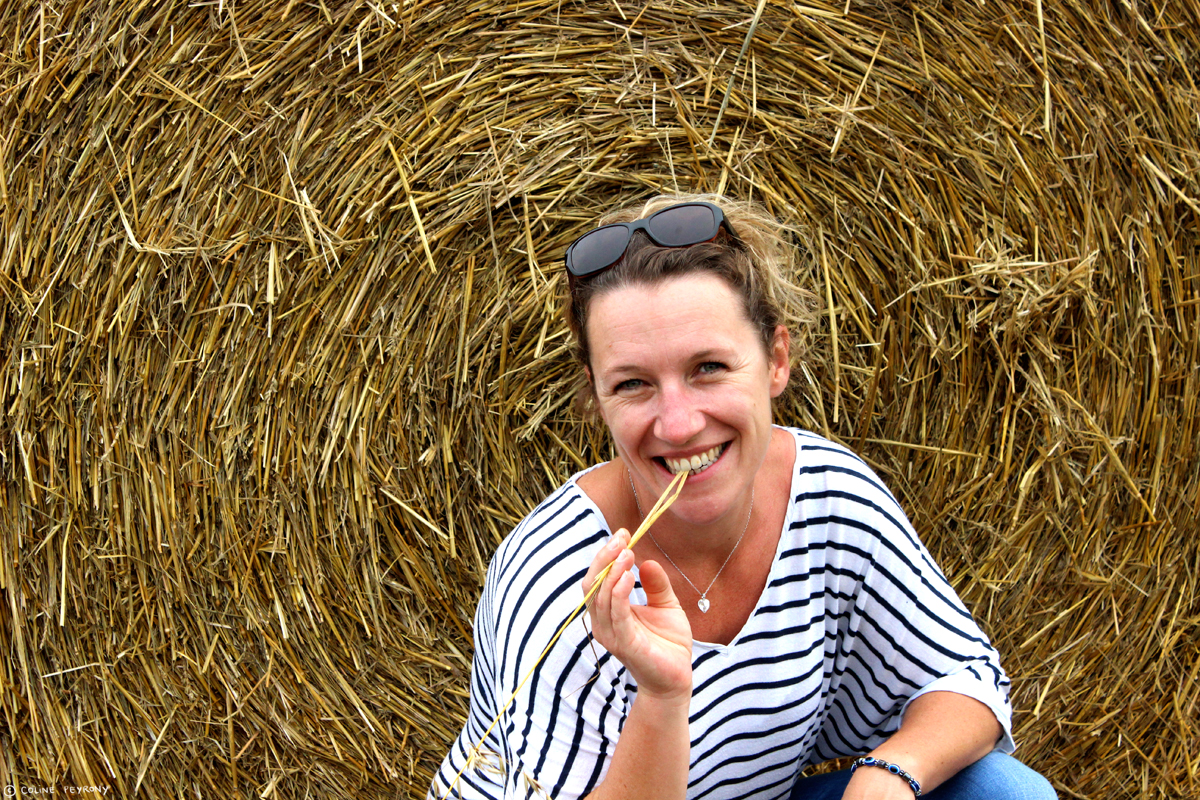
Anne-Laure Bondoux (2015)

Anne-Laure Bondoux (* 23. April 1971 in Bois-Colombes, Département Hauts-de-Seine, Frankreich) ist eine französische Autorin von Kinder-/Jugendbüchern und Romanen.

## Leben
Bondoux studierte Moderne Literaturwissenschaft und trat 1996 in die Redaktion der Zeitschrift J'aime lire (Ich liebe es, zu lesen) im Verlag Bayard Presse ein. Später beteiligte sie sich an der Gründung der Zeitschrift Maximum (heute DLire). Seit 2000 ist sie nicht mehr als Journalistin tätig, widmet sich dem Schreiben von Romanen und kümmert sich um die Förderung von Lesen und Schreiben von schwierigen Kindern und veranstaltet für diese Schreibwerkstätten, die durch die Fondation de France ausgezeichnet wurden. Bondoux ist mit dem französischen Komponisten François Peyrony verheiratet.

## Kritiken
Die Zeit der Wunder
- FAZ: „Merkwürdig nur, wie die preisgekrönte Jugendbuchautorin Bondoux einerseits die Welt der Flüchtlinge, die Zufallsgemeinschaften und das entsetzliche Schicksal, das sie teilen, in eine Folklore samt wunderlichen Onkels und wahrsagenden Tanten, selbstgebastelten Geigen und Angelabenteuern verwandelt, und man denkt: Klar, es ist ja auch ein Buch, das seine Leser erst mal fesseln soll, da ist es vielleicht egal, wenn ein paar der Motive häufiger den Kitsch streifen. Andererseits ist die Frage, die Anne-Laure Bondoux ihren jungen Lesern stellt, existentiell. Und sie stellt sie einfühlsam, man hört sie erst gar nicht heraus: Was, so lautet diese Frage, wenn ihr nicht in Frankreich geboren wärt (oder sonstwo im befestigten Europa), sondern in einem Land im Krieg, unter Menschen ohne Pass, Arbeit, ohne Dach über dem Kopf und eine Tür, die man hinter sich schließen kann? Oder, schlimmer noch: Wenn ihr geboren wärt als Franzosen und den Pass sogar hättet, aber durch ein Unglück in einem Land im Krieg strandet? Die Zeit der Wunder erzählt also von einer zufälligen, ungerechten Welt und wie die Menschen, die in sie hineingeboren werden, all ihre Kraft aufbringen, um aus ihr zu entkommen oder sie erträglicher zu machen. Dass Anne-Laure Bondoux so ein politisches (und sehr französisches!) Buch in ein Abenteuer verwandeln kann, ist großartig, aber zu dieser Dynamik findet sie erst spät, in der zweiten Hälfte des Buchs, das immer erwachsener wird, ohne dabei seinen Ton zu ändern.“[1]

- Die Zeit: „Die 1971 geborene, erfolgreiche und vielseitige Kinder- und Jugendbuch-Autorin Anne-Laure Bondoux hingegen muss man bewundern. Ihre Geschichte ist keine Dokumentation, sie erzählt beispielhaft, was in unserer von regionalen Kämpfen heimgesuchten Welt täglich tausendfach geschieht: Eine Frau mit durchaus problematischer Rebellen-Vergangenheit und ein kleiner Junge machen sich auf den Weg, um dem Kind eine Überlebenschance in einem freien Land zu ermöglichen. [...] Bondoux und ihrer guten Übersetzerin Maja von Vogel gelingt es, die Gefühle von Blaise und Gloria zum Mittelpunkt und zum Erklärungsmuster eines politischen Dramas zu machen. Der Leser erhält dadurch ein authentisches, lange in Erinnerung haftendes Bild vom Leid, vor allem aber den Wundern einer gelungenen Befreiung.“[2]

- Süddeutsche Zeitung: „Die Autorin hat das sorgfältig durchkomponiert, in einer raffinierten Mischung aus detailgetreuer Beschreibung und melancholischen Dialogen und Pointen. Eine sehr französische, bittersüße Melange, die manchmal fast schon zu kalkuliert gefühlig daherkommt. Entziehen kann man sich diesem Gefühl – und dem herzzerreißenden Ende – jedenfalls nicht. Und so schafft es dieser Jugendroman, auf die Menschen aus Fleisch und Blut aufmerksam zu machen, die sich hinter den abstrakten Flüchtlingszahlen verbergen. Er berichtet von den Motiven dieser Menschen, vom ganzen Ausmaß ihres Elends, von der ungeheuren Kraft, die sie dazu bringt, hartnäckig alle Grenzen Westeuropas zu überwinden, ob zu Fuß, per Boot oder im Schweinetransporter.   Und er beschwört die Macht des Erzählens. Auch wenn die reine Wahrheit dabei oft dicht neben der dreisten Lüge liegt – wichtig ist nur: Eine gute Geschichte kann Leben retten.“[3]

- Jury des Deutschen Jugendliteraturpreises: „Erzählerisch stark, mit Spannung und Gefühl virtuos spielend zeigt Anne-Laure Bondoux ihren Lesern eine ihnen unbekannte Welt in aller Deutlichkeit, ohne in effekthaschende Drastik zu verfallen. Dies spiegelt Maja von Vogel in ihrer sensiblen Übersetzung wider. Mit Die Zeit der Wunder hat die Autorin ein wichtiges Thema für eine jüngere Leserschaft mit großer Liebe zum Fabulieren aufbereitet.“[4]

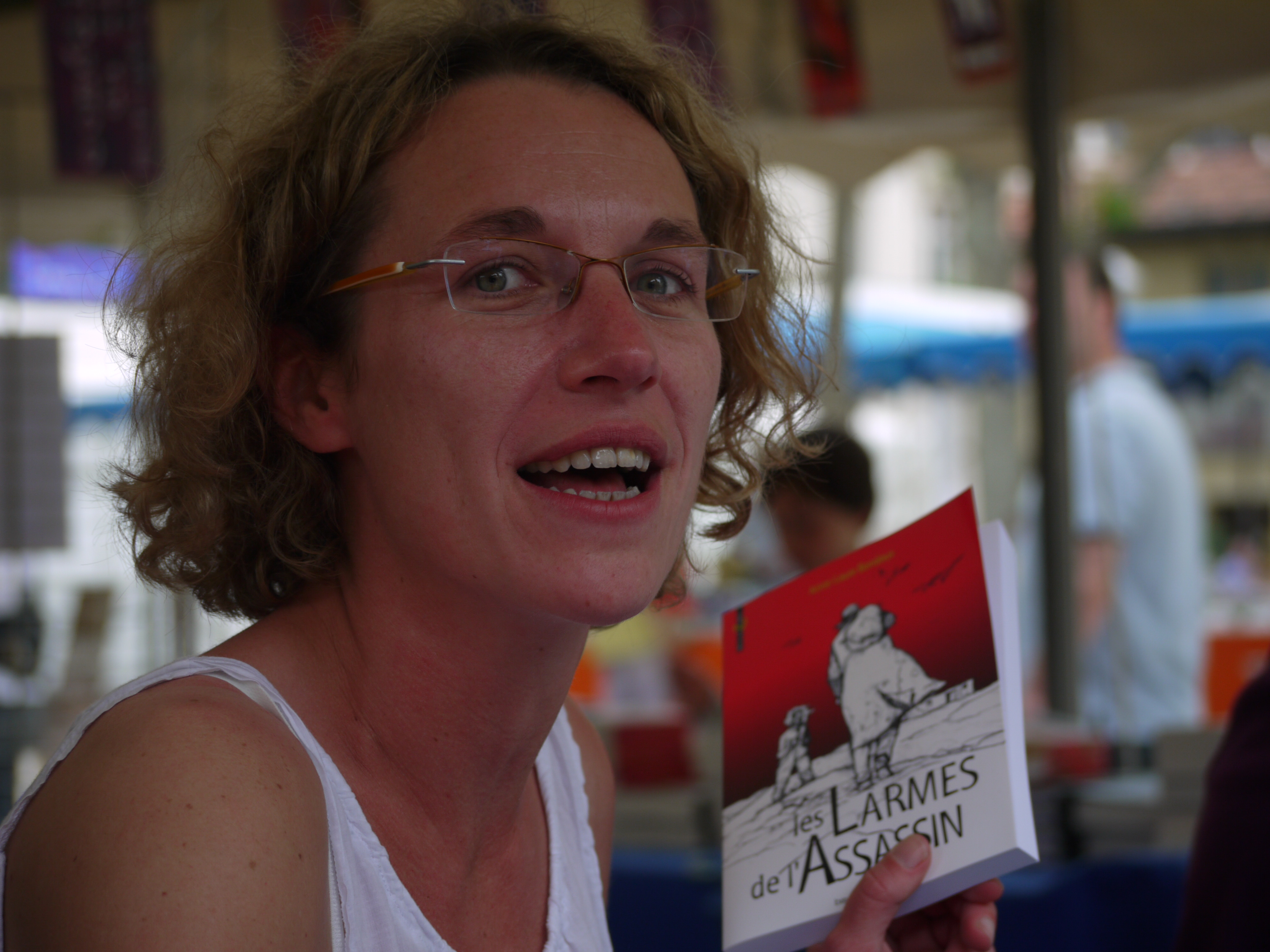
Anne-Laure Bondoux bei der Comédie du Livre 2009 in Montpellier

- Deutschlandradio: „Die Zeit der Wunder ist ein wunderbares Buch, weil es in einfachen, klaren Sätzen und einem unsentimentalen Ton von einem großen menschlichen Drama erzählt. Wie sehr der in das Geschehen verwickelte Erzähler berührt wird vom Schicksal der Figuren, zeigt sich nur zwischen den Zeilen, in vorsichtigen Bemerkungen und Andeutungen. Kleine Gesten ersetzen große Worte, überzeugende Bilder spiegeln seine gespaltenen Gefühle. Wunder gibt es viele in diesem Roman: wunderbare Zufälle, Überraschungen und Überlebensgeschichten. Eines der Wunder ist, dass Koumail und Gloria sich am Schluss nach Jahren der Trennung wiederfinden. Ein Wunder ist auch, dass es Anne-Laure Bondoux gelungen ist, ein Buch zu schreiben, das so voller Gefühle und Lebensenergie ist wie die Musik der Sinti und Roma, bei denen Koumail und Gloria zeitweilig zu Gast sind: traurig und heiter, melancholisch und glücklich zugleich.“[5]

## Werke
- L’Aube sera grandiose. Gallimard Jeunesse, Paris 2017, ISBN 978-2-07-066543-3.
  - deutsch von Maja von Vogel: Von Schatten und Licht. Carlsen, Hamburg 2016, ISBN 978-3-551-55667-7.
- Noémie superstar! Syros Jeunesse, Paris 2017, ISBN 978-2-7485-2372-0.
- Et je danse, aussi. Fleuve éditions, Paris 2015, ISBN 978-2-266-26597-3 (zus. mit Jean-Claude Mourlevat).
  - deutsch von Ina Kronenberger: Lügen Sie, ich werde Ihnen glauben. Deuticke, Wien 2016, ISBN 978-3-552-06325-9.
- Tant que nous sommes vivants. Gallimard jeunesse, Paris 2014, ISBN 978-2-07-065379-9.
- L’autre moitié de moi-même. Bayard, Paris 2011, ISBN 978-2-227-48324-8.
- Le Temps des miracles. Bayard Jeunesse, Paris 2009, ISBN 978-2-7470-2645-1.
  - deutsch von Maja von Vogel: Die Zeit der Wunder. Carlsen, Hamburg 2011, ISBN 978-3-551-58241-6.
- Le Croquemitaine. Bayard Pocket, Paris 2005, ISBN 2-7470-1578-5 (Bilderbuch).
- Mon Amie d’Amérique. Bayard Jeunesse, Paris 2005, ISBN 2-7470-1571-8.
- Pépites. Bayard Jeunesse, Paris 2005, ISBN 2-7470-1635-8.
- La Princetta et le Capitaine. Hachette, Paris 2004, ISBN 978-2-01-200844-1.
  - deutsch von Christiane Thielmann: Malva. Im Bann der geheimen Inseln. Nagel & Kimche, München 2007, ISBN 978-3-312-00976-3.
- La Tribu (Le Peuple des rats). Bayard Jeunesse, Paris 2004, ISBN 2-7470-1634-X (Jugendbuch).
- La Vie comme elle vient. L’École des loisirs, Paris 2004, ISBN 2-211-07252-6.
  - deutsch von Maja von Vogel: Das Glück ist nicht immer gerecht. dtv, München 2016, ISBN 978-3-423-71690-1.
- Le Prince Nino à la maternouille. Bayard Jeunesse, Paris 2003, ISBN 2-7470-1061-9 (Kinderbuch).
- Les larmes de l’assassin. Bayard Jeunesse, Paris 2003, ISBN 2-7470-0775-8.
  - deutsch von Maja von Vogel: Der Mörder weinte. Carlsen Verlag, Hamburg 2014, ISBN 978-3-551-58309-3.
- La Seconde Vie de Linus Hoppe. Bayard Jeunesse, Paris 2002, ISBN 2-7470-0483-X.
- Le Destin de Linus Hoppe. Bayard Jeunesse, Paris 2001, ISBN 2-7470-0058-3.
  - deutsch von Silvia Schröer: Linus in der Stufenwelt. Arena Verlag, Würzburg 2006, ISBN 3-401-02484-1.
- Qu'est-ce que tu va faire de toi. Nathan, Paris 2000, ISBN 2-09-270283-1 (Bilderbuch).

## Auszeichnungen
- 2004: Le Prix Sorcières für Les Larmes de l'assassin
- 2004: Prix France Télévisions
- 2005/2006: Auswahlliste des Prix des lycéens allemands für La Vie comme elle vient
- 2007: Mildred L. Batchelder Honor Book, Vereinigte Staaten
- 2007: ALA Best Books for Young Adults, Vereinigte Staaten
- 2008: Einladung ins Kinder- und Jugendprogramm des 8. Internationalen Literaturfestivals Berlin
- 2009: Premio Andersen, Italien
- 2010: Mildred L. Batchelder Award für A Time of Miracles (Originaltitel: Le temps des miracles)
- 2012: Prix des lycéens allemands für Le temps des miracles
- 2012: 23. Katholischer Kinder- und Jugendbuchpreis für Die Zeit der Wunder
- 2012: Nominierung für den Deutschen Jugendliteraturpreis in der Kategorie Jugendbuch für Die Zeit der Wunder
- 2012: Gustav-Heinemann-Friedenspreis für Die Zeit der Wunder[6]
- 2017: Prix Vendredi für L’Aube sera grandiose[7]